# Jüdische Gemeinde Allenstein
Die Jüdische Gemeinde in Allenstein (polnisch Olsztyn), der heutigen Hauptstadt der polnischen Woiwodschaft Ermland-Masuren, entstand Anfang des 19. Jahrhunderts.

## Geschichte

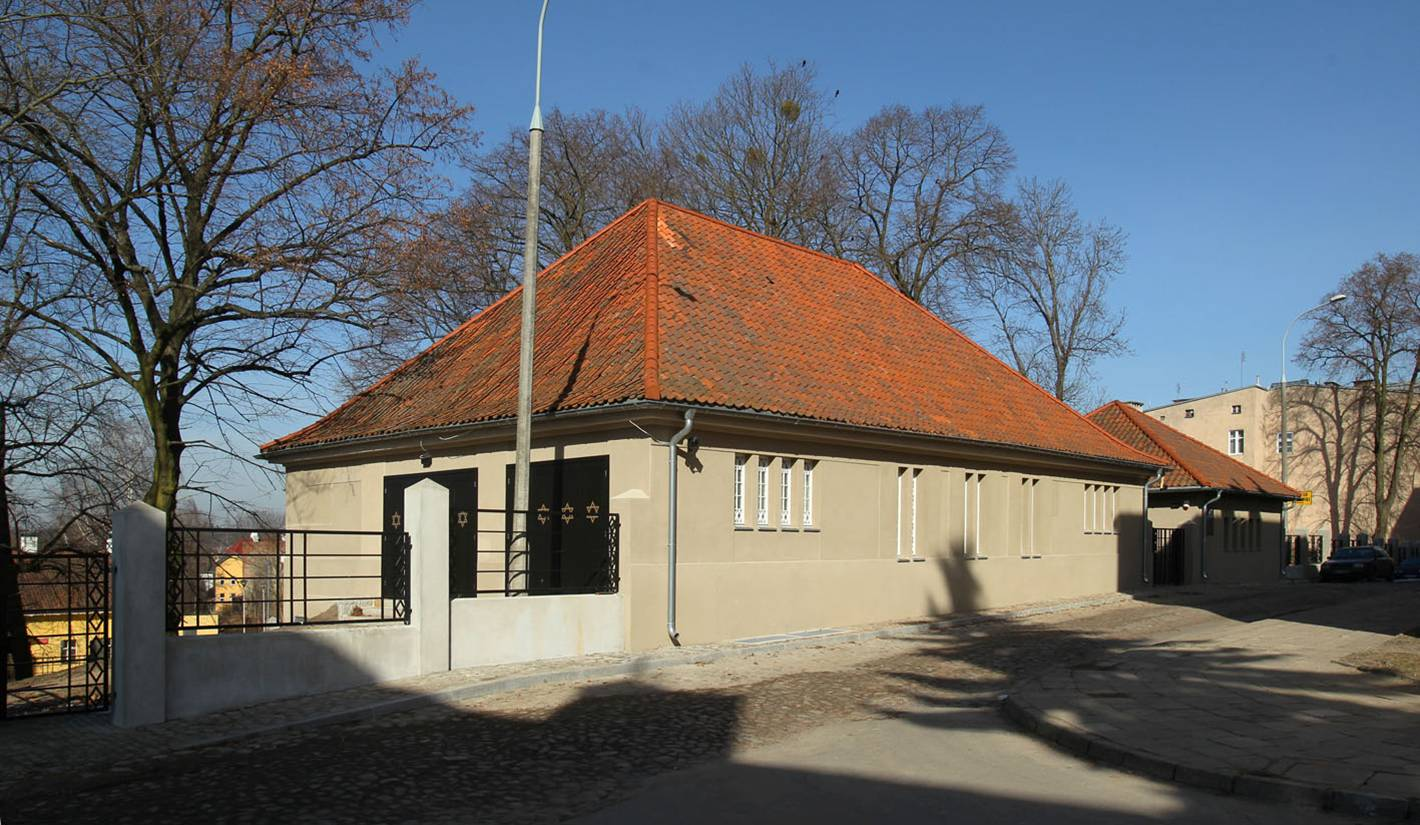
Taharahaus in Allenstein nach der Restaurierung

Nachdem zunächst ein Bethaus in der Richtstraße für den Gottesdienst genutzt wurde, baute die jüdische Gemeinde im Jahr 1835 an der Ecke Schanzenstraße/Krummstraße ihre erste Synagoge. Als diese auf Grund steigender Mitgliederzahlen zu klein geworden war, erwarb die jüdische Gemeinde ein Grundstück an der Liebstädter Straße, um hier 1877 eine neue Synagoge zu errichten. Die Synagoge Allenstein wurde bei den Novemberpogromen 1938 niedergebrannt.
Die jüdische Gemeinde Allenstein verfügte auch über ein Gemeinde-, ein Armen- und Siechenhaus.
Der jüdische Friedhof in der Seestraße, der um 1815/20 entstand, wurde in den 1960er Jahren eingeebnet. Nur das Taharahaus ist erhalten geblieben.
Das Gedenkbuch des Bundesarchivs verzeichnet die in Allenstein geborenen jüdischen Bürger, die dem Völkermord des nationalsozialistischen Regimes zum Opfer fielen.